# Operação Kitona
Operação Kitona foi uma ofensiva ruandesa e ugandense que marcou o início da Segunda Guerra do Congo. Ruanda esperava destituir Laurent-Désiré Kabila e instalar um governo mais favorável aos interesses ruandenses, tomando rapidamente o controle de Quinxassa e da estratégica província ocidental do Baixo-Congo (hoje Congo Central). Em 4 de agosto de 1998, forças conjuntas ruandesas e ugandenses lançaram um ataque surpresa na base aérea de Kitona, no oeste do Congo, usando aviões civis sequestrados. Embora inicialmente tenha conseguido tomar o controle dos principais portos e infra-estruturas, a intervenção do Zimbabué e de Angola impediu os ruandeses e os ugandenses de assumirem o controle de Quinxassa. As forças invasoras foram forçadas a retirar-se para as selvas de Angola até serem evacuadas por via aérea para Ruanda, terminando em 24 de dezembro de 1998.
Hoje, a operação é estudada pela ousada agressão aérea inicial, bem como pelas falhas de inteligência no lado ruandês.